# Pygmaeorchis
Pygmaeorchis é um género botânico pertencente à família das orquídeas (Orchidaceae). Foi proposto por Alexander Curt Brade em Arquivos do Serviço florestal 1(1): 42, em 1939, quando descreveu a Pygmaeorchis brasiliensis, sua espécie tipo. O nome deste gênero é uma referência ao tamanho diminuto suas espécies. Trata-se de espécie bastante rara.

## Dispersão
O gênero Pygmaeorchis é composto por duas minúsculas espécies epífitas, de crescimento cespitoso, vegetativamente similares a Pinelia e Homalopetalum, originárias do sudeste brasileiro, uma registrada para Minas Gerais, outra para o Rio de Janeiro.

## Descrição
Apresentam pseudobulbos pequenos, globulares, agregados, guarnecidos por Baínhas não foliares secas, algumas vezes dilaceradas em filamentos irregulares, com apenas uma folha apical oblongo linear, levemente carnosa. A inflorescência é apical, com pequenas flores solitárias, em regra esverdeadas ou arroxeadas.
O ovário de suas flores é bastante espesso e grande, completamente revestido de papilas, que quando observadas imediatamente identificam a espécie como pertencente a este gênero. Os segmentos florais não se abrem bem. As sépalas e pétalas são levemente atenuadas para a base, do mesmo comprimento, porém as pétalas muito mais estreitas que as sépalas. O labelo é simples, levemente alongado, algo acuminado, com dois minúsculos calos esparsamente pilosos no disco, concrescido até a metade com a base da coluna.

## Filogenia
Em sua análise sobre a filogenia de Laeliinae publicada no ano 2000 em Lindleyana por Cássio van den Berg et al., Pygmaeorchis não foi estudada, entretanto como sua morfologia parece indicar, deve situar-se nas proximidades de Leptotes ou Isabelia. Sua situação exata por enquanto permanece incerta.